# HD 138923
HD 138923，又名CD-3210930，SAO 206795、HR 5790，是一颗恒星，视星等为6.24，位于銀經338.43，銀緯18.19，其B1900.0坐标为赤經15h 29m 54.8s，赤緯-32° 18.19′ 33″。